# Hydraena yoshitomii
Hydraena yoshitomii är en skalbaggsart som beskrevs av Manfred A. Jäch och Díaz 1999. Hydraena yoshitomii ingår i släktet Hydraena och familjen vattenbrynsbaggar. Inga underarter finns listade i Catalogue of Life.